# Glyphostylum calyx
Glyphostylum calyx är en havsanemonart som beskrevs av Louis Roule 1909. Glyphostylum calyx ingår i släktet Glyphostylum och familjen Actiniidae. Inga underarter finns listade i Catalogue of Life.